# Meauzac
Meauzac một thị xã và commune in the Tarn-et-Garonne département of Pháp, located in the Midi-Pyrénées région.